# Nínox de Rand
El nínox de Rand (Ninox randi) és una espècie d'ocell de la família dels estrígids (Strigidae). Habita els boscos de les Illes Filipines fora de Palawan. El seu estat de conservació es considera gairebé amenaçat.